# Geschiedenis van de computer
Dit artikel behandelt de geschiedenis van de digitale computer.

## Mechanische computers
De geschiedenis van de computer begint met de geschiedenis van het rekenen. Vanouds hebben mensen hulpmiddelen ontwikkeld voor berekeningen die niet gemakkelijk uit het hoofd gemaakt konden worden. De eenvoudigste manier is het noteren van een aantal getallen en te proberen deze correct op te tellen. Ook werd wel een kerfstok gebruikt, om de schulden van een persoon vast te leggen. Daarna werd het telraam (abacus) uitgevonden. Toen de behoefte aan berekeningen steeds complexer werd, ontwikkelde men tabellen met hulpgegevens (bijvoorbeeld logaritmetabellen als hulp bij het vermenigvuldigen). Ook de rekenliniaal was een uitvinding om vermenigvuldigen en delen met een beperkte nauwkeurigheid makkelijk te maken. De rekenliniaal is in de loop van de jaren zeventig echter verdwenen met de uitvinding van de zakrekenmachine.
In het Verenigd Koninkrijk waren in verband met de koloniale scheepvaart veel centra met menselijke computers ontstaan. Deze maakten tabellen voor navigatiedoeleinden (plaatsbepalingen op zee). Ook in andere gebieden vonden deze tabellen gretig aftrek, zoals de astronomie. Charles Babbage, een wiskundige, was erg geïnteresseerd in de astronomie. Een grote kwelling voor een astronoom was echter het feit dat in iedere tabel onvermijdelijk fouten zaten. Babbage vroeg zich af of de tabellen niet machinaal gegenereerd konden worden. Hiervoor bedacht hij in 1822 de differentiemachine: een concept voor een machine die tabellen van veeltermen kon uitschrijven. Babbage begon aan de bouw van de machine, maar het bouwen ervan viel niet mee. De machine werkte mechanisch en de tandwieltechniek was nog niet geavanceerd genoeg om tot een goed resultaat te komen. Verder veranderde Babbage steeds het ontwerp van de machine.
Aldus kwam hij in 1833 met de "analytische machine". Deze machine zou met invoer vanaf ponskaarten wiskundige bewerkingen kunnen uitvoeren. Deze machine wordt algemeen gezien als het concept van de computer. Tot dan toe bestond de machine alleen nog maar op papier en Babbage ging op zoek naar iemand om zijn ideeën te verwezenlijken. Daarvoor vond hij Ada Augusta (Lady Lovelace), een enthousiast amateurwiskundige. Ada schreef hele reeksen instructies voor de analytische machine, ze ontwikkelde onder andere de subroutine, herkende de waarde van lussen en dacht al na over de voorwaardelijke sprongroutine; zij was dus eigenlijk de eerste programmeur. Helaas heeft Babbage ook deze machine nooit kunnen voltooien.
Eind 19e eeuw construeerde Herman Hollerith telmachines die werkten op basis van invoer met ponskaarten. Aan de telmachines werden sorteermachines verbonden, eenvoudige bewerkingen op bestanden met grote hoeveelheden gegevens werden zo mogelijk gemaakt.
Pas in 1938 werd de eerste computer gebouwd door Konrad Zuse. Ook Zuses machine werkte nog mechanisch, maar Zuse had het zichzelf een stuk eenvoudiger gemaakt door van het binaire stelsel gebruik te maken. Een jaar later bouwde Zuse de eerste elektromechanische computer.

## Elektronische computers
Door de Tweede Wereldoorlog kreeg de ontwikkeling van computers een snelle vlucht. In het Verenigd Koninkrijk werd in Bletchley Park van de Colossus gebruikgemaakt om berichten te kraken die met de Duitse Lorenz-codeermachine vercijferd waren. De Colossus werd ontwikkeld door Tommy Flowers en was de eerste elektronische computer, gebruik makend van elektronenbuizen.
De eerste computer in de VS, de ENIAC (Electronic Numerical Integrator And Calculator), die enkele klaslokalen in beslag nam, bevatte 18.000 buizen, 70.000 weerstanden, 10.000 condensatoren, en 6000 verschillende schakelaars. Deze computer gebruikte evenveel energie als een zware locomotief. Op 7 augustus 1944 wordt op de Harvard-universiteit door IBM-onderzoeker Howard Aiken de eerste programmeerbare rekenmachine, de Harvard Mark I, gepresenteerd.
De eerste computer in Nederland was de ARRA I bij het Mathematisch Centrum. In 1954 kwam de tweede computer in Nederland en de eerste computer in een commerciële/industriële omgeving: de door de Britse firma Ferranti gebouwde Ferranti Mark 1, voor 1,7 miljoen gulden gekocht door het Shell-laboratorium in Amsterdam.
In de periode dat het permanente geheugen (de harde schijf) nog niet algemeen bestond, was het invoeren van gegevens of programma's in een computer vrij moeizaam. Dit gebeurde oorspronkelijk met schakelaartjes en ponsband, nog iets later met ponskaarten, en in een nog later stadium met magneetbanden.

## Miniaturisatie
Deze computer zou erg groot, zwaar en duur worden omdat de onderdelen nog niet erg klein konden worden gemaakt. Daarom waren de eerste computers ook alleen in het bezit van overheden en grote bedrijven. De computers werden al een stuk kleiner toen in 1947 de transistor werd uitgevonden, maar IBM beweerde dat er wereldwijd niet meer dan een stuk of 7 computers nodig zouden zijn. Het tijdschrift "Popular Mechanics" voorspelde wel dat er ooit een computer zou komen die 'maar' 1500 kilo zou wegen.
Met de enorme ontwikkeling van de elektronica en de halfgeleiders, toegepast in transistoren, kon de computer veel kleiner en sneller worden. Later werden de transistors geïntegreerd in een geïntegreerde schakeling (integrated circuit, IC). De complexiteit van de chips werd in de jaren 70 verbeterd zodat het mogelijk werd om een complete processor (CPU) op een chip te integreren. Het werd daardoor veel goedkoper om een computer te bouwen.
De eerste homecomputers waren toen klein en goedkoop genoeg om door consumenten te kunnen worden aangeschaft, maar van enige standaardisering was niet of nauwelijks sprake. Computers uit de periode 1975-1985 waren o.a. de Apple I, de Apple II, de TRS-80, de Commodore PET (Personal Electronic Transactor), de ZX-81, de Nascom, en later de Commodore VIC-20, de BBC Micro, de MSX 1 en opvolgers, de Commodore 64, Acorn-Atom gebaseerd op 8-bits-processoren, zoals de 8080, de Z-80, de 6502, 6800 en nog enige andere.

## Personal computer

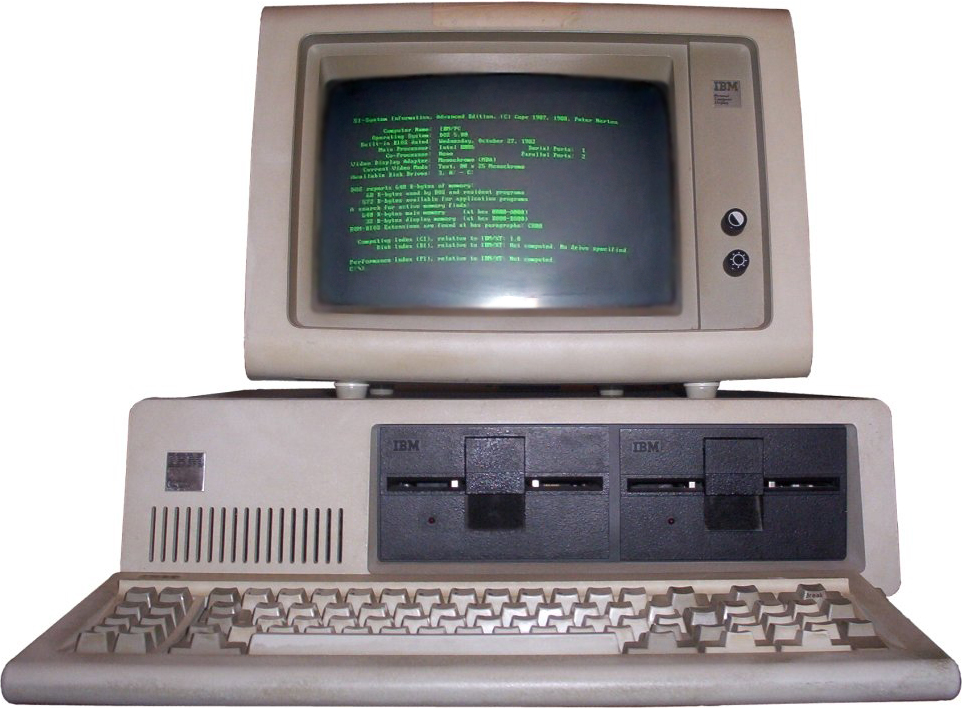
IBM PC

Eind jaren zeventig werkte er bij IBM onder leiding van Don Estridge een groep van 12 technici en ontwerpers onder de naam Entry Systems Division. Ze hadden de opdracht een echte personal computer te ontwikkelen. IBM vond de al bestaande machine, de 5100-serie, daar niet geschikt voor. Het team integreerde de eigenschappen van bestaande ontwerpen op de markt en slaagde erin binnen een jaar met een eigen ontwerp te komen. Ze deden zo min mogelijk zelf en kochten de componenten bij andere bedrijven. Dat betekende een open uitnodiging om op de trein te springen en mee te doen. IBM kocht bijvoorbeeld van het toen volstrekt onbekende en kleine bedrijfje Microsoft een nog te ontwikkelen besturingssysteem voor de personal Computer. Microsoft kocht toen eerst zelf QDOS (Quick and Dirty Operating System) van een ander bedrijfje op en verkocht rechten op het gebruik aan IBM, dat het op de computers installeerde onder de naam PC-DOS.
Op 12 augustus 1981 presenteerde IBM hun personal computer; de 5150 IBM Personal Computer op basis van de 8088 CPU, een 16-bits-microprocessor (extern 8-bit) van Intel en een Industry Standard Architecture (ISA) bus. De eenvoudigste uitvoering bestond destijds uit een toetsenbord en systeemkast, voorzien van 40K Rom en 16K Ram. Diskdrives had de machine niet; programma's moesten worden opgeslagen op een cassetterecorder. Met een 5¼-inch, 160K floppydrive en 64K Ram. Er moest $1565 (destijds 4445 gulden of 80000 BEF) voor worden betaald. De eerste reacties waren overweldigend; tegen het einde van 1982 werd op werkdagen al een computer per seconde verkocht.
Door het gewicht van de industriereus IBM werd de pc langzamerhand ook in het zakenleven serieus genomen en de eerste praktische en nuttige toepassingen begonnen het licht te zien. Omdat het merendeel van de componenten op de vrije markt te krijgen was en IBM de specificaties voor $49 per boek verkocht, kon elke fabrikant een vergelijkbare computer bouwen. Het Basic Input/Output System, BIOS, dat de afzonderlijke componenten aanstuurde, hield IBM voor zichzelf. Om de patenten te omzeilen werd door een tweetal bedrijven een team gevormd, dat elk in afzondering een BIOS ontwikkelde. Op die manier konden ze de IBM PC klonen, zonder de patenten te schenden. En omdat Microsoft bij de onderhandelingen met IBM bedongen had, dat het zijn besturingssysteem onder eigen naam MS-DOS mocht blijven verkopen, was er ook een besturingssysteem voor beschikbaar. De personal computers van andere merken dan IBM werden om die reden klonen genoemd. Een andere aanduiding was IBM Compatible. DOS werd op die manier een de-facto standaard besturingssysteem voor personal computers. Tegenwoordig wordt MS-DOS bijna niet meer gebruikt, alleen wordt het nog geëmuleerd in enkele Windows-versies, waaronder Windows Me en 2000.
Na een periode van aanvankelijke wildgroei waarin een groot aantal onderling onverenigbare soorten computers op de markt werden gebracht, trad een genadeloze concurrentieslag op waaruit uiteindelijk het door IBM gepresenteerde model als de grootste overwinnaar tevoorschijn kwam, niet omdat het het beste computermodel had maar wel omdat het de grootste markt vormde. De Commodore Amiga, de Atari ST, de TRS-80 en een groot aantal concurrerende modellen zijn inmiddels al haast vergeten. De enige fabrikant uit die tijd die zich tot op heden heeft weten staande te houden is Apple met de Apple Macintosh-architectuur; en dit vooral door zich op enkele niche-markten (desktop publishing) te concentreren.
Met de ontwikkeling van gebruiksvriendelijker systemen met een grafische gebruikersinterface (GUI) ontstond ook de behoefte aan (veel) krachtiger pc's. Met de 32-bits-processoren als de Intel 80386, Intel 80486 en de Motorola 68000 werd een en ander mogelijk. Hiervoor kwamen ook nieuwe besturingssystemen als MS-Windows en Linux op de markt.
De pc werd ook steeds goedkoper en gemakkelijker te gebruiken waardoor steeds meer bedrijven en huisgezinnen er een kochten. De ontwikkelingen gaan voort, zakenmensen gebruiken veelal een laptop om met hun computer op stap te gaan. De steeds verdere miniaturisering leidde ertoe dat de kleine Personal Digital Assistant (PDA) met steeds meer mogelijkheden in beeld kwam. Ook veel apparaten zoals wasmachines, videorecorders, digitale camera's en dergelijke bevatten tegenwoordig een computer om allerlei zaken te regelen, deze worden dan meestal een ingebed systeem of - in het Engels - embedded system genoemd.
Onafhankelijk van de ontwikkelingen op pc-gebied ontwikkelden zich ook de mainframe en minicomputers, met als grote spelers respectievelijk IBM, Control Data Corporation, en DEC. De allersnelste researchcomputers bleven een speciale niche vormen, lange tijd aangevoerd door Seymour Cray met zijn supercomputerontwerpen.

## Mobiele apparaten
Nadat vanaf 2006 de PDA opkwam, zijn sinds 2010 de smartphone en de tablet doorgebroken. Hierdoor is er een enorme nieuwe markt ontstaan voor mobiele apps, die soms alleen maar zinvol zijn op mobiele apparatuur, zoals geografische positiebepaling en navigatie. Hedendaagse smartphones hebben niet alleen een camera voor stilstaande beelden en films, maar ook een microfoon, waarop commando´s kunnen worden ingesproken, zodat het kleine toetsenbord minder nodig is. Communicatie is mogelijk via internet, e-mail en SMS. Bellen is slechts een van de functies van een smartphone geworden.